# Вендитти, Антонелло
Антонелло Вендитти (итал. Antonello Venditti, род. 8 марта 1949 года, Рим, Италия) — итальянский певец.

## Биография
Антонелло Вендитти родился в Риме, в семье Винченцино Итало Вендитти из Кампольето, области Молизе, заместителя префекта в Риме, и Ванды Сикарди.
В юности он изучал игру на фортепиано и дебютировал в музыкальном мире в начале 1970-х в Народной студии Рима вместе с такими певцами, как Франческо де Грегори и Джорджио Ло Кашио. В дуэте с первым он выпустил в 1972 году свою первую пластинку Theorius Campus. Пластинка имела небольшой успех, но Вендитти, по крайней мере, прославился силой своих вокальных данных и вниманием к социальным вопросам, о чем свидетельствуют такие произведения, как «Sora Rosa», спетая на римском диалекте. Также на диалекте была «Roma Capoccia», признание в любви к его городу, которая впоследствии стала одной из его самых известных песен. Любопытно, что Вендитти отказывался петь его в течение нескольких лет, поскольку считал его недостаточно политически или социально «вовлеченным».
Впоследствии Вендитти переехал в Милан и выпустил L’orso bruno («Бурый медведь», 1973), сделанный в сотрудничестве с музыкантом Винче Темперой, в этот альбом вошла еще одна песня на диалекте «E li ponti so 'soli», но в остальном он был отмечен еще большим вниманием к социальным темам. Его следующая работа, Le cose della vita («Вещи нашей жизни»), выпущенная в том же году для RCA Music, подтвердила эту тенденцию. Следующая пластинка Quando verrà Natale («Когда приходит Рождество»), после живого исполнения песни «A Cristo» («Христу») он был осужден итальянским полицейским за богохульство.
Известность Вендитти росла, особенно в 1975 году после выхода альбома Lilly («Лилли»). Заглавный трек содержал на этот раз протест против употребления наркотиков, и добился выдающегося успеха. Другие известные произведения в альбоме — «Compagno di scuola» («Одноклассник») и длинная баллада «Lo stambecco ferito» («Раненый козерог»), рассказ о коррумпированном магнате с севера Италии.
Однако политическая тематика имела побочные эффекты на вдохновение Вендитти в конце 1970-х годов, отмеченных в Италии растущей угрозой терроризма и напряженности: некоторые события (например, публичное освистывание его друга Де Грегори политизированными фанатами во время шоу) заставили его переосмыслить свой образ публичной личности. Sotto il segno dei pesci («Под знаком рыб», 1978) содержал более личные и интимные темы. Одноименный трек имел большой успех, но был в значительной степени неверно истолкован как песня о женщине: на самом деле он относился к карьере Вендитти, поскольку он фактически родился «под знаком Рыб».
Однако успех был омрачен его разводом с женой Симоной Иццо. Она получила опеку над сыном Вендитти, Франческо. Следующий альбом Buona domenica («Доброго воскресенья», 1979), был отмечен влиянием этого трудного периода.
В 1982 году песня «Sotto la pioggia» («Под дождем») ознаменовала переход Вендитти на его собственный лейбл Heinz Music и начало длительного сотрудничества с продюсером Алессандро Коломбини. В следующем году футбольная команда его города «Рома» выиграла свое долгожданное второе скудетто : поэтому Вендитти был приглашен принять участие в официальном праздничном шоу, и песня, которую он сочинил по этому случаю, «Grazie Roma» (Спасибо, «Рома»), имела большой успех, и не только в Риме. Вендитти уже написал несколько песен о своей любимой футбольной команде, некоторые критиковали их, в основном из-за резкого контраста с политико-социальными темами других его песен. В 1983 на фестивале в Рива Дель Гарда певица Мильва выступает с песней Вендитти «Eva dagli occhi di gatto» («Ева с продолговатыми глазами»), это выступление было показано и советским телевидением.
В 1984-91 Вендитти становится одним из самых популярных певцов Италии, пластинки Cuore («Сердце», 1984), Venditti e segreti («Вендитти и секреты», 1986), In questo mondo di ladri («В этом мире воров», 1988), Benvenuti in Paradiso ("Добро пожаловать в рай, 1991), Prendilo tu questo frutto amaro («Прими его ты, этот горький плод», 1995) отличаются мелодическим богатством, разнообразием тем, достигли первых мест в итальянских хит-парадах, но социальная тематика была менее подчеркнута. Такие песни, как «Notte prima degli esami» («Ночь перед экзаменами», 1988) или «Ma che bella giornata di sole» (о Дне освобождения Италии в сентябре 1943 года), все равно получили высокую оценку критиков. Среди песен этого периода, «Дорогой Энрико» (1991), был посвящен бывшему лидеру итальянской Компартии, Берлингуэру, который умер в 1984 году.
В 1988 впервые приезжает в СССР и выступает 20 октября в концерте в рамках программы выставки «Италия-2000» (где участвовали также Джанни Моранди, Лучо Далла, группа «Матиа Базар» и группа «Ария»). Советские телезрители познакомились с Вендитти 30 июня 1989 в передаче ТВ СССР «Новости популярной музыки. Сан-Винсент-89», было показано его выступление с песней «Mitico amore» («Мифическая любовь»), в конце декабря 1989 на радио «Маяк» звучала запись его песни «Il compleanno di Cristina» («День рождения Кристины»).
Вендитти — один из немногих итальянских исполнителей, ни разу не участвовавших в конкурсе фестиваля в Сан-Ремо, лишь однажды он был в числе авторов конкурсной песни Микеле Дзаррилло «Улицы Рима» (1992), а в 2000 выступил в качестве гостя фестиваля.
Альбом Antonello nel Paese delle Meraviglie («Антонелло в стране чудес», 1997) представил свои лучшие хиты в сопровождении Болгарского симфонического оркестра Софии под управлением Ренато Серио. Альбом «Прощай, 20-й век» (1999) уделял повышенное внимание социальным и историческим темам, но имел невысокий успех по стандартам Вендитти.
В 2001 Вендитти приезжает в Россию и 11 марта выступает в Государственном Кремлёвском дворце в рамках «Невероятных концертов итальянцев в России, или Сан-Ремо в Кремле».
В 2001 году «Рома» снова выиграла скудетто и Вендитти снова сыграл в бесплатном концерте в Circo Massimo для огромной аудитории фанатов и любителей его песен. В октябре 2003 выходит альбом «Какая фантастическая история жизни», при участии Гато Барбьери. После разрешения трудностей в его дружбе с Франческо Де Грегори, о которых говорилось в песне 1979 года «Scusa Francesco» («Прости Франческо»), Де Грегори также присутствует как певец в «Io e mio fratello» («Я и мой брат»). В альбоме есть сатира на премьер-министра Италии Сильвио Берлускони («Il Sosia»).
В ноябре 2011 года Вендитти выпустил свой новый альбом Unica, в 2015 — Tortuga.

## Саундтреки
Вендитти выпустил саундтрек к фильму «Великий» 1985 года, своего друга, римского режиссера Карло Вердоне. Вердоне также иногда играл на ударных в концертах Вендитти. Кроме того, Антонелло появляется в фильме, получившем премию Оскар за лучший фильм на иностранном языке, «Великая красота», в саундтрек которого входит его песня.

## Дискография
- Theorius Campus (1972)
- L’orso bruno (1973)
- Le cose della vita (1973)
- Quando verrà Natale (1974)
- Lilly (1975)
- Ullàlla (1976)
- Cronach (1977)
- Sotto il segno dei pesci (1978)
- Buona domenica (1979)
- Sotto la pioggia (1982)
- Circo Massimo (1983, live)
- Cuore (1984)
- Centocittà (1985, live)
- Venditti e Segreti (1986)
- In questo mondo di ladri (1988)
- Gli anni ’80 (1990, collection)
- Diario (1991)
- Benvenuti in Paradiso (1991)
- Gli anni '70 (1992)
- Da San Siro a Samarcanda — L’amore insegna agli uomini (1992, live)
- Prendilo tu questo frutto amaro (1995)
- Antonello nel Paese delle Meraviglie (1997, live)
- Goodbye Novecento (1999)
- Se l’amore è amore… (2000, collection)
- Circo Massimo 2001 (2001, live)
- Il coraggio e l’amore (2002, collection)
- Che fantastica storia è la vita (2003)
- Campus Live (2005, live)
- Diamanti (2006, collection)
- Dalla pelle al cuore (2007)
- Le donne (2009)
- Unica (2011)
- TuttoVenditti (2012, collection)
- io, l’orchestra, le donne e l’amore (2013, live)
- 70. 80. Ritorno al Futuro (2014, live)
- Tortuga (2015)